# Vallée des Roses (Bulgarie)
Pour les articles homonymes, voir Vallée des roses.
La vallée des Roses, située dans le centre de la Bulgarie, entre les monts Balkans et la chaîne montagneuse de Sredna Gora, est célèbre pour ses vastes champs où les rosiers (à fleurs blanches, rouges et roses) sont cultivés en plein air (floraison de mai à juin).
La rose de Damas (Rosa ×damascena) y est principalement cultivée, surtout la variété trigintipetala, dite « rose de Kazanlak », à l'odeur très persistante et qui a été importée de Turquie et du Sud asiatique, pour la culture destinée à la production de l'essence de rose.
Fin juin, après la récolte des roses, de nombreuses fêtes, animations folkloriques et festivals se succèdent dans les villages, avec la fleur au centre des thèmes

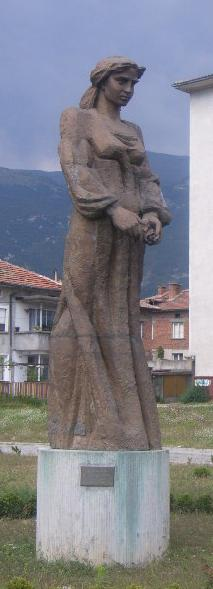
Monument à Karlovo : jeune fille à la rose.

La vallée des Roses est formée d'une série de bassins enserrés entre les deux massifs montagneux et est arrosée par la rivière Toundja.
Au sud, la chaîne du Rhodope, vaste massif irrégulier, forme une barrière géographique et climatique avec la Grèce. À son extrémité occidentale, les monts du Pirin culminent à 2 917 m (pic Vikhren) et le massif du Rila culmine au mont Moussala (2 925 m), le plus haut sommet des Balkans.
Cette vallée est célèbre aussi dans l'histoire de la Bulgarie : c'est la vallée des révolutionnaires (Vasil Levski, Ivan Vazov et Khristo Botev y sont nés).
Les villes principales de cette vallée sont Kazanlak et Karlovo.
La vallée est parsemée de tumulus qui sont des tombeaux de Thraces.
En septembre 2014, la Commission européenne a approuvé le classement de l'huile de rose bulgare comme indication géographique protégée (IGP) sous le nom de  Bulgarsko rozovo maslo.